# Lord Privy Seal
De Lord Privy Seal ("bewaarder van het geheime zegel"), ook wel Lord Keeper of the Privy Seal genoemd, is een minister van de Britse regering. De titel is een sinecure die anno 2024 vervuld wordt door barones Angela Smith, de leider van het Hogerhuis (House of Lords) van het Britse parlement. Hoewel het een puur ceremoniële titel betreft, is de Lord Privy Seal wel lid van het Britse kabinet en dient vaak als minister zonder portefeuille. In de 18e en 19e eeuw werd de functie soms door de eerste minister bekleed.
De Lord Privy Seal wordt aangewezen door de monarch op advies van de premier. Hij is de vijfde in volgorde van belang van de Great Officers of State, de grootofficieren van de kroon van het Verenigd Koninkrijk. Oorspronkelijk was de Lord Privy Seal verantwoordelijk voor het persoonlijke zegel van de Engelse vorst. Het Great Seal of the Realm (grootzegel van het koninkrijk), dat op staatsdocumenten de goedkeuring van de vorst aangeeft, wordt beheerd door een andere staatsofficier, de Lord Chancellor.
Vóór de unie van Engeland en Schotland was de Lord Privy Seal een puur Engelse functie. Schotland had zijn eigen Keeper of the Privy Seal van de 14e eeuw tot 1922. Ook Japan had een vergelijkbare functie, de Naidaijin-fu, die naast het persoonlijke zegel ook het staatszegel van de keizer beheerde. Deze functie werd afgeschaft na de Tweede Wereldoorlog.
Sinds de regering van Clement Attlee (1945-1951) wordt de functie van Lord Privy Seal vaak gecombineerd met de functie van leider van het Lagerhuis of Hogerhuis.
De voormalige minister Ernest Bevin grapte dat de Lord Privy Seal neither a lord, nor a privy, nor a seal was, een woordspeling op het feit dat privy ook toilet betekent en seal ook zeehond.

## Lords Privy Seal van het Verenigd Koninkrijk (1846–heden)
| Lord Privy Seal                     | Lord Privy Seal                | Lord Privy Seal                                                    | Ambtstermijn                                               | Ambtstermijn                       | Partij              | Premier                                     | Kabinet                              | Overige functie(s)                                           |
| ----------------------------------- | ------------------------------ | ------------------------------------------------------------------ | ---------------------------------------------------------- | ---------------------------------- | ------------------- | ------------------------------------------- | ------------------------------------ | ------------------------------------------------------------ |
|                                     | Gilbert Elliot                 | Graaf van Minto Gilbert Elliot (1782–1859)                         | 30 juni 1846                                               | 22 februari 1852                   | Whig Party          | Henry John Temple (1855–1858)               | Temple I                             |                                                              |
|                                     | James Gascoyne-Cecil           | Markies van Salisbury James Gascoyne-Cecil (1791–1868)             | 22 februari 1852                                           | 28 december 1852                   | Conservative Party  | Edward Smith-Stanley (1858–1859)            | Smith-Stanley II                     |                                                              |
|                                     | George Campbell                | Hertog van Argyll George Campbell (1823–1900)                      | 28 december 1852                                           | 10 december 1855                   | Peelite (1852–1855) | George Hamilton -Gordon (1852–1855)         | Hamilton-Gordon                      |                                                              |
|                                     | George Campbell                | Hertog van Argyll George Campbell (1823–1900)                      | 28 december 1852                                           | 10 december 1855                   | Whig Party (1855)   | Henry John Temple (1855–1858)               | Temple I                             |                                                              |
|                                     | Dudley Ryder                   | Graaf van Harrowby Dudley Ryder (1798–1882)                        | 10 december 1855                                           | 3 februari 1858                    | Whig Party          | Henry John Temple (1855–1858)               | Temple I                             |                                                              |
|                                     | Ulick de Burgh                 | Markies van Clanricarde Ulick de Burgh (1802–1874)                 | 3 februari 1858                                            | 20 februari 1858                   | Whig Party          | Henry John Temple (1855–1858)               | Temple I                             |                                                              |
|                                     | Charles Yorke                  | Graaf van Hardwicke Charles Yorke (1799–1873)                      | 20 februari 1858                                           | 12 juni 1859                       | Conservative Party  | Edward Smith-Stanley (1858–1859)            | Smith-Stanley II                     |                                                              |
|                                     | George Campbell                | Hertog van Argyll George Campbell (1823–1900)                      | 12 juni 1859                                               | 28 juni 1866                       | Liberal Party       | Henry John Temple (1859–1865)               | Temple II                            |                                                              |
| John Russell (1865–1866)            | George Campbell                | Hertog van Argyll George Campbell (1823–1900)                      | 12 juni 1859                                               | 28 juni 1866                       | Liberal Party       | Russell II                                  |                                      |                                                              |
|                                     | James Harris                   | Graaf van Malmesbury James Harris (1807–1889)                      | 28 juni 1866                                               | 3 december 1868                    | Conservative Party  | Edward Smith-Stanley (1866–1868)            | Smith-Stanley III                    |                                                              |
| Benjamin Disraeli (1868)            | James Harris                   | Graaf van Malmesbury James Harris (1807–1889)                      | 28 juni 1866                                               | 3 december 1868                    | Conservative Party  | Disraeli I                                  | Leader of the House of Lords         |                                                              |
|                                     | John Wodehouse                 | Graaf van Kimberley John Wodehouse (1826–1902)                     | 3 december 1868                                            | 1 juli 1870                        | Liberal Party       | William Ewart Gladstone (1868–1874)         | Gladstone I                          |                                                              |
|                                     | Charles Wood                   | Burggraaf Halifax Charles Wood (1800–1885)                         | 1 juli 1870                                                | 20 februari 1874                   | Liberal Party       | William Ewart Gladstone (1868–1874)         | Gladstone I                          |                                                              |
|                                     | James Harris                   | Graaf van Malmesbury James Harris (1807–1889)                      | 20 februari 1874                                           | 22 augustus 1876                   | Conservative Party  | Benjamin Disraeli (1874–1880)               | Disraeli II                          |                                                              |
|                                     | Benjamin Disraeli              | Graaf van Beaconsfield Benjamin Disraeli (1804–1881)               | 22 augustus 1876                                           | 4 februari 1878                    | Conservative Party  | Benjamin Disraeli (1874–1880)               | Disraeli II                          | Premier                                                      |
| Leader of the House of Lords        | Benjamin Disraeli              | Graaf van Beaconsfield Benjamin Disraeli (1804–1881)               | 22 augustus 1876                                           | 4 februari 1878                    | Conservative Party  | Benjamin Disraeli (1874–1880)               | Disraeli II                          |                                                              |
|                                     | Algernon Percy                 | Hertog van Northumberland Algernon Percy (1810–1899)               | 4 februari 1878                                            | 23 april 1880                      | Conservative Party  | Benjamin Disraeli (1874–1880)               | Disraeli II                          |                                                              |
|                                     | George Campbell                | Hertog van Argyll George Campbell (1823–1900)                      | 23 april 1880                                              | 1 mei 1881                         | Liberal Party       | William Ewart Gladstone (1880–1885)         | Gladstone II                         |                                                              |
|                                     | Chichester Parkinson-Fortescue | Baron Carlingford Chichester Parkinson- Fortescue (1823–1898)      | 1 mei 1881                                                 | 5 maart 1885                       | Liberal Party       | William Ewart Gladstone (1880–1885)         | Gladstone II                         | Lord President of the Council (1883–1885)                    |
|                                     | Archibald Primrose             | Graaf van Rosebery Archibald Primrose (1847–1929)                  | 5 maart 1885                                               | 23 juni 1885                       | Liberal Party       | William Ewart Gladstone (1880–1885)         | Gladstone II                         | Minister van Openbare Werken                                 |
|                                     | Dudley Ryder                   | Graaf van Harrowby Dudley Ryder (1831–1900)                        | 23 juni 1885                                               | 28 januari 1886                    | Conservative Party  | Robert Gascoyne-Cecil (1885–1886)           | Gascoyne-Cecil I                     |                                                              |
|                                     | William Ewart Gladstone        | William Ewart Gladstone (1809–1898)                                | 28 januari 1886                                            | 20 juli 1886                       | Liberal Party       | William Ewart Gladstone (1886)              | Gladstone II                         | Premier                                                      |
| Leader of the House of Commons      | William Ewart Gladstone        | William Ewart Gladstone (1809–1898)                                | 28 januari 1886                                            | 20 juli 1886                       | Liberal Party       | William Ewart Gladstone (1886)              | Gladstone II                         |                                                              |
|                                     | George Cadogan                 | Graaf Cadogan George Cadogan (1840–1915)                           | 20 juli 1886                                               | 15 augustus 1892                   | Conservative Party  | Robert Gascoyne-Cecil (1886–1892)           | Gascoyne-Cecil II                    |                                                              |
|                                     | William Ewart Gladstone        | William Ewart Gladstone (1809–1898)                                | 15 augustus 1892                                           | 5 maart 1894                       | Liberal Party       | William Ewart Gladstone (1892–1894)         | Gladstone IV                         | Premier                                                      |
| Leader of the House of Commons      | William Ewart Gladstone        | William Ewart Gladstone (1809–1898)                                | 15 augustus 1892                                           | 5 maart 1894                       | Liberal Party       | William Ewart Gladstone (1892–1894)         | Gladstone IV                         |                                                              |
|                                     | Edward Marjoribanks            | Baron Tweedmouth Edward Marjoribanks (1849–1909)                   | 5 maart 1894                                               | 25 juni 1895                       | Liberal Party       | Archibald Primrose (1894–1895)              | Primrose                             | Kanselier van het Hertogdom Lancaster                        |
|                                     | Richard Cross                  | Burggraaf Cross Richard Cross (1823–1914)                          | 25 juni 1895                                               | 10 november 1900                   | Conservative Party  | Robert Gascoyne-Cecil (1895–1902)           | Gascoyne-Cecil III                   | Kanselier van het Hertogdom Lancaster (1895)                 |
|                                     | Robert Gascoyne-Cecil          | Markies van Salisbury Robert Gascoyne-Cecil (1830–1903)            | 10 november 1900                                           | 12 juli 1902                       | Conservative Party  | Robert Gascoyne-Cecil (1895–1902)           | Gascoyne-Cecil IV                    | Premier                                                      |
| Leader of the House of Lords        | Robert Gascoyne-Cecil          | Markies van Salisbury Robert Gascoyne-Cecil (1830–1903)            | 10 november 1900                                           | 12 juli 1902                       | Conservative Party  | Robert Gascoyne-Cecil (1895–1902)           | Gascoyne-Cecil IV                    |                                                              |
|                                     | Arthur Balfour                 | Arthur Balfour (1848–1930)                                         | 12 juli 1902                                               | 19 oktober 1903                    | Conservative Party  | Arthur Balfour (1902–1905)                  | Balfour                              | Premier                                                      |
|                                     | James Gascoyne-Cecil           | Markies van Salisbury James Gascoyne-Cecil (1861–1947)             | 19 oktober 1903                                            | 5 december 1905                    | Conservative Party  | Arthur Balfour (1902–1905)                  | Balfour                              | Minister van Handel (1905)                                   |
|                                     | George Robinson                | Markies van Ripon George Robinson (1827–1909)                      | 5 december 1905                                            | 14 oktober 1908                    | Liberal Party       | Henry Campbell- Bannerman (1905–1908)       | Campbell- Bannerman                  | Leader of the House of Lords                                 |
| Herbert Henry Asquith (1908–1916)   | George Robinson                | Markies van Ripon George Robinson (1827–1909)                      | 5 december 1905                                            | 14 oktober 1908                    | Liberal Party       | Asquith I                                   |                                      | Leader of the House of Lords                                 |
| Herbert Henry Asquith (1908–1916)   |                                | Robert Crewe-Milnes                                                | Markies van Crewe Robert Crewe-Milnes (1858–1945)          | 14 oktober 1908                    | 24 oktober 1911     | Asquith I                                   | Liberal Party                        | Leader of the House of Lords                                 |
| Herbert Henry Asquith (1908–1916)   | Asquith II                     | Robert Crewe-Milnes                                                | Markies van Crewe Robert Crewe-Milnes (1858–1945)          | 14 oktober 1908                    | 24 oktober 1911     |                                             | Liberal Party                        | Leader of the House of Lords                                 |
| Herbert Henry Asquith (1908–1916)   | Asquith III                    | Robert Crewe-Milnes                                                | Markies van Crewe Robert Crewe-Milnes (1858–1945)          | 14 oktober 1908                    | 24 oktober 1911     |                                             | Liberal Party                        | Leader of the House of Lords                                 |
| Herbert Henry Asquith (1908–1916)   |                                | Charles Wynn-Carington                                             | Baron Carrington Charles Wynn-Carington (1843–1928)        | 24 oktober 1911                    | 12 februari 1912    | Liberal Party                               |                                      |                                                              |
| Herbert Henry Asquith (1908–1916)   |                                | Robert Crewe-Milnes                                                | Markies van Crewe Robert Crewe-Milnes (1858–1945)          | 12 februari 1912                   | 25 mei 1915         | Liberal Party                               | Leader of the House of Lords         |                                                              |
| Herbert Henry Asquith (1908–1916)   |                                | George Curzon                                                      | Markies van Curzon van Kedleston George Curzon (1859–1925) | 25 mei 1915                        | 7 december 1916     | Conservative Party                          | Asquith IV                           | Minister voor de Luchtmacht                                  |
|                                     | David Lindsay                  | Graaf van Crawford David Lindsay (1871-1940)                       | 7 december 1916                                            | 14 januari 1919                    | Conservative Party  | David Lloyd George (1916–1922)              | Lloyd George I                       |                                                              |
| Lloyd George II                     | David Lindsay                  | Graaf van Crawford David Lindsay (1871-1940)                       | 7 december 1916                                            | 14 januari 1919                    | Conservative Party  | David Lloyd George (1916–1922)              |                                      |                                                              |
|                                     | Bonar Law                      | Bonar Law (1858-1923)                                              | 14 januari 1919                                            | 1 april 1921                       | Conservative Party  | David Lloyd George (1916–1922)              |                                      |                                                              |
|                                     | Austen Chamberlain             | Sir Austen Chamberlain (1863-1937)                                 | 1 april 1921                                               | 23 oktober 1922                    | Conservative Party  | David Lloyd George (1916–1922)              |                                      |                                                              |
| Vacant                              | Vacant                         | Vacant                                                             | Vacant                                                     | Vacant                             | Vacant              | Bonar Law (1922–1923)                       | Law                                  |                                                              |
|                                     | Robert Cecil                   | Burggraaf Cecil van Chelwood Robert Cecil (1864–1958)              | 22 mei 1923                                                | 22 januari 1924                    | Conservative Party  | Stanley Baldwin (1923–1924)                 | Baldwin I                            |                                                              |
|                                     | John Robert Clynes             | John Robert Clynes (1869–1949)                                     | 22 januari 1924                                            | 3 november 1924                    | Labour Party        | Ramsay MacDonald (1924)                     | MacDonald I                          |                                                              |
|                                     | James Gascoyne-Cecil           | Markies van Salisbury James Gascoyne-Cecil (1861–1947)             | 4 november 1924                                            | 5 juni 1929                        | Conservative Party  | Stanley Baldwin (1924–1929)                 | Baldwin II                           | Leader of the House of Lords                                 |
|                                     | Jimmy Thomas                   | Jimmy Thomas (1874–1949)                                           | 5 juni 1929                                                | 5 juni 1930                        | Labour Party        | Ramsay MacDonald (1929–1935)                | MacDonald II                         |                                                              |
|                                     |                                | Vernon Hartshorn (1872–1931)                                       | 5 juni 1930                                                | 13 maart 1931                      | Labour Party        | Ramsay MacDonald (1929–1935)                | MacDonald II                         |                                                              |
|                                     |                                | Tom Johnston (1881–1965)                                           | 13 maart 1931                                              | 26 augustus 1931                   | Labour Party        | Ramsay MacDonald (1929–1935)                | MacDonald II                         |                                                              |
|                                     | Willem Peel                    | Graaf Peel Willem Peel (1867–1937)                                 | 26 augustus 1931                                           | 5 november 1931                    | Conservative Party  | Ramsay MacDonald (1929–1935)                | MacDonald III (Nationaal Kabinet I)  |                                                              |
|                                     | Philip Snowden                 | Burggraaf Snowden Philip Snowden (1864–1937)                       | 5 november 1931                                            | 29 september 1932                  | National Labour     | Ramsay MacDonald (1929–1935)                | MacDonald IV (Nationaal Kabinet II)  |                                                              |
|                                     | Stanley Baldwin                | Stanley Baldwin (1867–1947)                                        | 29 september 1932                                          | 31 december 1933                   | Conservative Party  | Ramsay MacDonald (1929–1935)                | MacDonald IV (Nationaal Kabinet II)  | Lord President of the Council                                |
|                                     | Anthony Eden                   | Anthony Eden (1897–1977)                                           | 31 december 1933                                           | 7 juni 1935                        | Conservative Party  | Ramsay MacDonald (1929–1935)                | MacDonald IV (Nationaal Kabinet II)  |                                                              |
|                                     | Charles Vane-Tempest-Stewart   | Markies van Londonderry Charles Vane- Tempest- Stewart (1878–1949) | 7 juni 1935                                                | 22 november 1935                   | Conservative Party  | Stanley Baldwin (1935–1937)                 | Baldwin III (Nationaal Kabinet III)  | Leader of the House of Lords                                 |
|                                     | Edward Wood                    | Burggraaf Halifax Edward Wood (1881–1959)                          | 22 november 1935                                           | 28 mei 1937                        | Conservative Party  | Stanley Baldwin (1935–1937)                 | Baldwin III (Nationaal Kabinet III)  | Leader of the House of Lords                                 |
|                                     | Herbrand Sackville             | Graaf De La Warr Herbrand Sackville (1900–1976)                    | 28 mei 1937                                                | 31 oktober 1938                    | National Labour     | Neville Chamberlain (1937–1940)             | Chamberlain I (Nationaal Kabinet IV) |                                                              |
|                                     | John Anderson                  | Sir John Anderson (1882–1958)                                      | 31 oktober 1938                                            | 3 september 1939                   | Onafhankelijk       | Neville Chamberlain (1937–1940)             | Chamberlain I (Nationaal Kabinet IV) |                                                              |
|                                     | Samuel Hoare                   | Sir Samuel Hoare (1880–1959)                                       | 3 september 1939                                           | 3 april 1940                       | Conservative Party  | Neville Chamberlain (1937–1940)             | Chamberlain II                       |                                                              |
|                                     | Kingsley Wood                  | Sir Kingsley Wood (1881–1943)                                      | 3 april 1940                                               | 10 mei 1940                        | Conservative Party  | Neville Chamberlain (1937–1940)             | Chamberlain II                       |                                                              |
|                                     | Clement Attlee                 | Clement Attlee (1883–1967)                                         | 10 mei 1940                                                | 19 februari 1942                   | Labour Party        | Winston Churchill (1940–1945)               | Churchill I                          |                                                              |
|                                     | Stafford Cripps                | Sir Stafford Cripps (1889–1952)                                    | 19 februari 1942                                           | 22 november 1942                   | Labour Party        | Winston Churchill (1940–1945)               | Churchill I                          | Leader of the House of Commons                               |
|                                     | Robert Gascoyne-Cecil          | Markies van Salisbury Robert Gascoyne-Cecil (1893–1972)            | 22 november 1942                                           | 24 september 1943                  | Conservative Party  | Winston Churchill (1940–1945)               | Churchill I                          | Leader of the House of Lords                                 |
|                                     | Max Aitken                     | Baron Beaverbrook Max Aitken (1879–1964)                           | 24 september 1943                                          | 26 juli 1945                       | Conservative Party  | Winston Churchill (1940–1945)               | Churchill I                          |                                                              |
| Churchill II                        | Max Aitken                     | Baron Beaverbrook Max Aitken (1879–1964)                           | 24 september 1943                                          | 26 juli 1945                       | Conservative Party  | Winston Churchill (1940–1945)               |                                      |                                                              |
|                                     | Arthur Greenwood               | Arthur Greenwood (1880–1954)                                       | 26 juli 1945                                               | 17 april 1947                      | Labour Party        | Clement Attlee (1945–1951)                  | Attlee I                             | Thesaurier-generaal                                          |
|                                     |                                | Baron Inman Philip Inman (1892–1979)                               | 17 april 1947                                              | 7 oktober 1947                     | Labour Party        | Clement Attlee (1945–1951)                  | Attlee I                             |                                                              |
|                                     | Christopher Addison            | Burggraaf Addison Christopher Addison (1869–1951)                  | 7 oktober 1947                                             | 9 maart 1951                       | Labour Party        | Clement Attlee (1945–1951)                  | Attlee I                             | Leader of the House of Lords Thesaurier-generaal (1948–1949) |
| Attlee II                           | Christopher Addison            | Burggraaf Addison Christopher Addison (1869–1951)                  | 7 oktober 1947                                             | 9 maart 1951                       | Labour Party        | Clement Attlee (1945–1951)                  |                                      | Leader of the House of Lords Thesaurier-generaal (1948–1949) |
|                                     | Ernest Bevin                   | Ernest Bevin (1881–1951)                                           | 9 maart 1951                                               | 14 april 1951                      | Labour Party        | Clement Attlee (1945–1951)                  |                                      |                                                              |
| Vacant                              |                                |                                                                    |                                                            |                                    |                     | Clement Attlee (1945–1951)                  |                                      |                                                              |
|                                     |                                | Richard Stokes (1897–1957)                                         | 26 april 1951                                              | 26 oktober 1951                    | Labour Party        | Clement Attlee (1945–1951)                  | Minister voor Materiële Zaken        |                                                              |
|                                     | Robert Gascoyne-Cecil          | Markies van Salisbury Robert Gascoyne-Cecil (1893–1972)            | 26 oktober 1951                                            | 7 mei 1952                         | Conservative Party  | Winston Churchill (1951–1955)               | Churchill III                        | Leader of the House of Lords                                 |
|                                     | Harry Crookshank               | Harry Crookshank (1893–1961)                                       | 7 mei 1952                                                 | 20 december 1955                   | Conservative Party  | Winston Churchill (1951–1955)               | Churchill III                        | Leader of the House of Commons                               |
| Anthony Eden (1955–1957)            | Harry Crookshank               | Harry Crookshank (1893–1961)                                       | 7 mei 1952                                                 | 20 december 1955                   | Conservative Party  | Eden                                        |                                      | Leader of the House of Commons                               |
| Anthony Eden (1955–1957)            |                                | Rab Butler                                                         | Rab Butler (1902–1982)                                     | 20 december 1955                   | 14 oktober 1959     | Eden                                        | Conservative Party                   | Leader of the House of Commons                               |
| Harold Macmillan (1957–1963)        | Macmillan I                    | Rab Butler                                                         | Rab Butler (1902–1982)                                     | 20 december 1955                   | 14 oktober 1959     | Minister van Binnenlandse Zaken (1957–1959) | Conservative Party                   |                                                              |
| Harold Macmillan (1957–1963)        |                                | Quintin Hogg                                                       | Burggraaf Hailsham Quintin Hogg (1907–2001)                | 14 oktober 1959                    | 27 juli 1960        | Conservative Party                          | Macmillan II                         | Minister zonder portefeuille                                 |
| Harold Macmillan (1957–1963)        |                                | Edward Heath                                                       | Edward Heath (1916–2005)                                   | 27 juli 1960                       | 19 oktober 1963     | Conservative Party                          | Macmillan II                         |                                                              |
|                                     | Selwyn Lloyd                   | Selwyn Lloyd (1904–1978)                                           | 19 oktober 1963                                            | 16 oktober 1964                    | Conservative Party  | Alec Douglas-Home (1963–1964)               | Douglas-Home                         |                                                              |
|                                     | Frank Pakenhan                 | Graaf van Longford Frank Pakenham (1905–2001)                      | 16 oktober 1964                                            | 23 december 1965                   | Labour Party        | Harold Wilson (1964–1970)                   | Wilson I                             | Leader of the House of Lords                                 |
|                                     | Frank Soskice                  | Sir Frank Soskice (1902–1979)                                      | 23 december 1965                                           | 6 april 1966                       | Labour Party        | Harold Wilson (1964–1970)                   | Wilson I                             |                                                              |
|                                     | Frank Pakenhan                 | Graaf van Longford Frank Pakenham (1905–2001)                      | 6 april 1966                                               | 16 januari 1968                    | Labour Party        | Harold Wilson (1964–1970)                   | Wilson II                            | Leader of the House of Lords                                 |
|                                     |                                | Baron Shackleton Edward Shackleton (1911–1994)                     | 16 januari 1968                                            | 6 april 1968                       | Labour Party        | Harold Wilson (1964–1970)                   | Wilson II                            | Leader of the House of Lords                                 |
|                                     |                                | Fred Peart (1914–1988)                                             | 6 april 1968                                               | 18 oktober 1968                    | Labour Party        | Harold Wilson (1964–1970)                   | Wilson II                            |                                                              |
|                                     |                                | Baron Shackleton Edward Shackleton (1911–1994)                     | 18 oktober 1968                                            | 19 juni 1970                       | Labour Party        | Harold Wilson (1964–1970)                   | Wilson II                            | Leader of the House of Lords                                 |
|                                     | George Jellicoe                | Graaf Jellicoe George Jellicoe (1918–2007)                         | 19 juni 1970                                               | 5 juni 1973                        | Conservative Party  | Edward Heath (1970–1974)                    | Heath                                | Leader of the House of Lords                                 |
|                                     |                                | Baron Hennessy David Hennessy (1932–2010)                          | 5 juni 1973                                                | 4 maart 1974                       | Conservative Party  | Edward Heath (1970–1974)                    | Heath                                | Leader of the House of Lords                                 |
|                                     |                                | Baron Shepherd Malcolm Shepherd (1918–2001)                        | 4 maart 1974                                               | 10 september 1976                  | Labour Party        | Harold Wilson (1974–1976)                   | Wilson III                           | Leader of the House of Lords                                 |
| James Callaghan (1976–1979)         | Callaghan                      | Baron Shepherd Malcolm Shepherd (1918–2001)                        | 4 maart 1974                                               | 10 september 1976                  | Labour Party        |                                             |                                      | Leader of the House of Lords                                 |
| James Callaghan (1976–1979)         | Callaghan                      |                                                                    |                                                            | Baron Peart Fred Peart (1914–1988) | 10 september 1976   | 4 mei 1979                                  | Labour Party                         | Leader of the House of Lords                                 |
|                                     |                                | Sir Ian Gilmour (1926–2007)                                        | 4 mei 1979                                                 | 14 september 1981                  | Conservative Party  | Margaret Thatcher (1979–1990)               | Thatcher I                           |                                                              |
|                                     |                                | Humphrey Atkins (1922–1996)                                        | 14 september 1981                                          | 6 april 1982                       | Conservative Party  | Margaret Thatcher (1979–1990)               | Thatcher I                           |                                                              |
|                                     |                                | Baroness Young Janet Young (1926–2002)                             | 6 april 1982                                               | 11 juni 1983                       | Conservative Party  | Margaret Thatcher (1979–1990)               | Thatcher I                           | Leader of the House of Lords                                 |
|                                     |                                | John Biffen (1930–2007)                                            | 11 juni 1983                                               | 13 juni 1987                       | Conservative Party  | Margaret Thatcher (1979–1990)               | Thatcher II                          | Leader of the House of Commons                               |
|                                     | John Wakeham                   | John Wakeham (1932)                                                | 13 juni 1987                                               | 24 juli 1989                       | Conservative Party  | Margaret Thatcher (1979–1990)               | Thatcher III                         | Leader of the House of Commons                               |
|                                     |                                | Baron Belstead John Ganzoni (1932–2005)                            | 24 juli 1989                                               | 28 november 1990                   | Conservative Party  | Margaret Thatcher (1979–1990)               | Thatcher III                         | Leader of the House of Lords                                 |
|                                     |                                | Baron Waddington David Waddington (1929–2017)                      | 28 november 1990                                           | 10 april 1992                      | Conservative Party  | John Major (1990–1997)                      | Major I                              | Leader of the House of Lords                                 |
|                                     | John Wakeham                   | Baron Wakeham John Wakeham (1932)                                  | 10 april 1992                                              | 20 juli 1994                       | Conservative Party  | John Major (1990–1997)                      | Major II                             | Leader of the House of Lords                                 |
|                                     | Robert Gascoyne-Cecil          | Markies van Salisbury Robert Gascoyne-Cecil (1946)                 | 20 juli 1994                                               | 2 mei 1997                         | Conservative Party  | John Major (1990–1997)                      | Major II                             | Leader of the House of Lords                                 |
|                                     |                                | Baron Richard Ivor Richard (1932–2018)                             | 2 mei 1997                                                 | 27 juli 1998                       | Labour Party        | Tony Blair (1997–2007)                      | Blair I                              | Leader of the House of Lords                                 |
|                                     | Margaret Jay                   | Baroness Jay van Paddington Margaret Jay (1939)                    | 7 juli 1998                                                | 8 juni 2001                        | Labour Party        | Tony Blair (1997–2007)                      | Blair I                              | Leader of the House of Lords                                 |
| Minister voor Vrouwen en Gelijkheid | Margaret Jay                   | Baroness Jay van Paddington Margaret Jay (1939)                    | 7 juli 1998                                                | 8 juni 2001                        | Labour Party        | Tony Blair (1997–2007)                      | Blair I                              |                                                              |
|                                     |                                | Baron Williams van Mostyn Gareth Williams (1941–2003)              | 8 juni 2001                                                | 13 juni 2003                       | Labour Party        | Tony Blair (1997–2007)                      | Blair II                             | Leader of the House of Lords                                 |
|                                     | Peter Hain                     | Peter Hain (1950)                                                  | 13 juni 2003                                               | 5 mei 2005                         | Labour Party        | Tony Blair (1997–2007)                      | Blair II                             | Leader of the House of Commons                               |
|                                     | Geoff Hoon                     | Geoff Hoon (1953)                                                  | 5 mei 2005                                                 | 6 mei 2006                         | Labour Party        | Tony Blair (1997–2007)                      | Blair III                            | Leader of the House of Commons                               |
|                                     | Jack Straw                     | Jack Straw (1946)                                                  | 6 mei 2006                                                 | 27 juni 2007                       | Labour Party        | Tony Blair (1997–2007)                      | Blair III                            | Leader of the House of Commons                               |
|                                     | Harriet Harman                 | Harriet Harman (1950)                                              | 27 juni 2007                                               | 11 mei 2010                        | Labour Party        | Gordon Brown (2007–2010)                    | Brown                                | Leader of the House of Commons                               |
| Minister voor Vrouwen en Gelijkheid | Harriet Harman                 | Harriet Harman (1950)                                              | 27 juni 2007                                               | 11 mei 2010                        | Labour Party        | Gordon Brown (2007–2010)                    | Brown                                |                                                              |
|                                     | George Young                   | Sir George Young (1941)                                            | 11 mei 2010                                                | 4 september 2012                   | Conservative Party  | David Cameron (2010–2016)                   | Cameron I                            | Leader of the House of Commons                               |
|                                     | Andrew Lansley                 | Andrew Lansley (1956)                                              | 4 september 2012                                           | 14 juli 2014                       | Conservative Party  | David Cameron (2010–2016)                   | Cameron I                            | Leader of the House of Commons                               |
|                                     | Tina Stowell                   | Baroness Stowell van Beeston Tina Stowell (1967)                   | 14 juli 2014                                               | 13 juli 2016                       | Conservative Party  | David Cameron (2010–2016)                   | Cameron I                            | Leader of the House of Lords                                 |
| Cameron II                          | Tina Stowell                   | Baroness Stowell van Beeston Tina Stowell (1967)                   | 14 juli 2014                                               | 13 juli 2016                       | Conservative Party  | David Cameron (2010–2016)                   |                                      | Leader of the House of Lords                                 |
|                                     | Natalie Evans                  | Baroness Evans van Bowes Park Natalie Evans (1975)                 | 13 juli 2016                                               | 6 september 2022                   | Conservative Party  | Theresa May (2016–2019)                     | May I                                | Leader of the House of Lords                                 |
| May II                              | Natalie Evans                  | Baroness Evans van Bowes Park Natalie Evans (1975)                 | 13 juli 2016                                               | 6 september 2022                   | Conservative Party  | Theresa May (2016–2019)                     |                                      | Leader of the House of Lords                                 |
| Boris Johnson (2019–2022)           | Natalie Evans                  | Baroness Evans van Bowes Park Natalie Evans (1975)                 | 13 juli 2016                                               | 6 september 2022                   | Conservative Party  | Johnson I                                   |                                      | Leader of the House of Lords                                 |
| Boris Johnson (2019–2022)           | Natalie Evans                  | Baroness Evans van Bowes Park Natalie Evans (1975)                 | 13 juli 2016                                               | 6 september 2022                   | Conservative Party  | Johnson II                                  |                                      | Leader of the House of Lords                                 |
|                                     | Nicholas True                  | Baron True Nicholas True (1951)                                    | 6 september 2022                                           | 5 juli 2024                        | Conservative Party  | Liz Truss (2022)                            | Truss                                | Leader of the House of Lords                                 |
| Rishi Sunak (2022–2024)             | Nicholas True                  | Baron True Nicholas True (1951)                                    | 6 september 2022                                           | 5 juli 2024                        | Conservative Party  | Sunak                                       |                                      | Leader of the House of Lords                                 |
|                                     | Angela Smith                   | Baroness Smith van Basildon Angela Smith (1959)                    | 5 juli 2024                                                | heden                              | Labour Party        | Keir Starmer (2024–heden)                   | Starmer                              | Leader of the House of Lords                                 |